# Tokutarō Ukon
Tokutarō Ukon (右近 徳太郎?, Ukon Tokutarō; Prefettura di Hyōgo, 23 settembre 1913 – Bougainville, marzo 1944) è stato un calciatore giapponese, di ruolo difensore.